# Desensitized
Desensitized (рус. Десенсибилизированный) — второй студийный альбом американской рок-группы Drowning Pool, вышедший в 2004 году на лейбле Wind-up Records.

## Об альбоме
Desensitized стал первым альбомом группы, записанным после смерти вокалиста Дэйва Уильямса, а также первым и единственным альбомом, записанным с Джейсоном Джонсом в качестве вокалиста. Диск дебютировал под номером 17 в чарте Billboard 200.
В альбоме отображаются небольшие, но значительные изменения в группе, как в образе, так и в музыкальном стиле, в связи с иным вокалом Джонса. На обложке диска изображена порноактриса Джесси Джейн.

## Список композиций
| №   | Название                          | Длительность |
| --- | --------------------------------- | ------------ |
| 1.  | «Think» (Мысли)                   | 3:32         |
| 2.  | «Step Up» (Шаг вперёд)            | 3:17         |
| 3.  | «Numb» (Окоченелый)               | 3:31         |
| 4.  | «This Life» (Эта жизнь)           | 3:44         |
| 5.  | «Nothingness» (Ничто)             | 3:25         |
| 6.  | «Bringing Me Down» (Оскорби меня) | 3:08         |
| 7.  | «Love and War» (Любовь и война)   | 3:39         |
| 8.  | «Forget» (Забудь)                 | 3:23         |
| 9.  | «Cast Me Aside» (Отвергни меня)   | 4:13         |
| 10. | «Killin' Me» (Убивает меня)       | 3:08         |
| 11. | «Hate» (Ненависть)                | 3:42         |

## Позиции в чартах
| Год  | Чарт                | Наивысшая позиция |
| ---- | ------------------- | ----------------- |
| 2004 | US Billboard 200    | 17                |
| 2004 | UK Album Charts     | 66                |
| 2004 | Top Internet Albums | 17                |

### Синглы
| Год  | Сингл          | Чарт                          | Позиция |
| ---- | -------------- | ----------------------------- | ------- |
| 2004 | «Step Up»      | US Hot Mainstream Rock Tracks | 7       |
| 2004 | «Step Up»      | UK Singles Chart              | 79      |
| 2004 | «Love and War» | US Hot Mainstream Rock Tracks | 21      |
| 2004 | «Killin' Me»   | US Hot Mainstream Rock Tracks | 28      |